# Messages de l'Au-delà
Pour plus de détails, voir Fiche technique et Distribution.
Messages de l'Au-delà (Deadly Messages) est un thriller américain réalisé par Jack Bender et diffusé le 21 février 1985 sur ABC.
En France, le téléfilm a été diffusé dans les années 1980 sur La Cinq. Rediffusion le 13 novembre 1990 à 22h20 sur M6.

## Synopsis
Une jeune femme est pourchassée par un psychopathe qui la traque sans cesse.

## Distribution
- Kathleen Beller : Laura Daniels
- Michael Brandon : Michael Krasnick
- Dennis Franz : détective Max Lucas
- Scott Paulin : Dr Roger Kelton
- Elizabeth Huddle : infirmière Irma Crenshaw
- Charles Tyner : George Clark
- George Wyner
- Raye Birk : Harding
- Kurtwood Smith : lieutenant Burton
- Sherri Stoner : Cindy Matthews
- Joseph G. Medalis : Kenneth Blatt
- Barbara Collentine : Loretta Clark
- Dennis Redfield : Dick Pizza
- Michael Cassidy : Mark Banning